# Mylie E. Fletcher
Mylie E. Fletcher (n. 23 august 1868, Hamilton, Ontario, Canada – d. 25 octombrie 1959, Hamilton, Ontario, Canada) a fost un trăgător de tir ce a reprezentat Canada, medaliat olimpic. A participat la o ediție a Jocurilor Olimpice (1908) în care a câștigat o medalie de argint.

## Participări
Lista de mai jos prezintă principalele competiții la care a participat Mylie E. Fletcher de-a lungul carierei.
- shooting at the 1908 Summer Olympics – men's trap, team[*]